# Киров-600

## Характеристика
Пещера «Киров-600» — коррозионно-гравитационная трещина в отложениях Казанского моря пермского периода, расположенная недалеко от бровки берегового склона реки Немды в Советском районе Кировской области. Открыта в 1974 году и получила название в честь юбилея города Кирова.
Довольно узкий вход находится на дне глубокой суффозионно-карстовой воронки.
Максимальная глубина пещеры составляет 26 м, общая протяжённость 120 метров.
Официально пещера Киров-600 закрыта для посещений ввиду опасности обрушений, так как неподалёку расположен действующий карьер.
В пещере можно обнаружить колонии летучих мышей различных видов.
«Киров-600» является частью скального массива «Камень».